# Molophilus errinundra
Molophilus errinundra är en tvåvingeart som beskrevs av Günther Theischinger 1999. Molophilus errinundra ingår i släktet Molophilus och familjen småharkrankar. Inga underarter finns listade i Catalogue of Life.